# Тодор Николовски
Тодор Николовски – Тодорче (на македонска литературна норма: Тодор Николовски – Тодорче) е театрален, филмов и телевизионен актьор и режисьор от Югославия и Република Македония.

## Биография
Роден е на 16 януари 1902 година във Велес, тогава в Османската империя. От 1909 година живее в Скопие. В 1919 година става член на Народния театър в Скопие, вече в Кралството на сърби, хървати и словенци. По време на българското управление в годините на Втората световна война продължава да работи в Скопския народен театър.
В 1944 година заминава за Горно Врановци, където се включва в партизанската културно-художествена група „Кочо Рацин“. В 1945 година за първи път се изявява като режисьор. В 1947 година участва на официалното откриване на Областния народен театър в Горна Джумая. От 1945 година до пенсионирането си в 1974 година е член на Македонския народен театър.
По повод 45 години непрекъсната творческа дейност получава наградата за цялостно творчество „11 октомври“. На 85 години играе в юбилейния спектакъл „Чорбаджи Теодос“ по повод пет десетилетия от първото му представление.
В театъра той е особено известен с ролята на Чорбаджи Теодос в едноименната пиеса, в която играе дълги години.

## Филмография[2]
| Година      | Филм                           | Филм                            | Вид                 | Роля              |
| 1949        | „Майка Катина“                 | „Мајка Катина“                  | телевизионен филм   |                   |
| 1952        | „Фросина“                      | „Фросина“                       | телевизионен филм   |                   |
| 1955        | „Вълча нощ“                    | „Волчја ноќ“                    | телевизионен филм   | Поручикът         |
| 1958        | „Мис Стоун“                    | „Мис Стон“                      | телевизионен филм   | Иван              |
| 1961        | „Мирно лято“                   | „Мирно лето“                    | телевизионен филм   |                   |
| 1962        | „Обрачун“                      | „Обрачун“                       | телевизионен филм   |                   |
| 1964        | „Под същото небе“              | „Под исто небо“                 | телевизионен филм   |                   |
| 1966        | „До победата и след нея“       | „До победата и по неа“          | телевизионен филм   |                   |
| 1967        | „Мементо“                      | „Мементо“                       | телевизионен филм   | Таткото на Яна    |
| 1967        | „Македонска кървава сватба“    | „Македонска крвава свадба“      | телевизионен филм   |                   |
| 1968        | „Брат доктор Омир“             | „Брат доктор Хомер“             | телевизионен филм   |                   |
| 1969        | „Републиката в пламък“         | „Републиката во пламен“         | телевизионен филм   |                   |
| 1969        | „Антица“                       | „Антица“                        | телевизионен филм   |                   |
| 1970        | „Крепост“                      | „Крепост“                       | телевизионен филм   |                   |
| 1970        | „Балада за орканата“           | „Балада за орканата“            | телевизионен филм   |                   |
| 1971        | „Унижени и оскърбени“          | „Понижени и навредени“          | телевизионен филм   |                   |
| 1971        | „Македонски дял от пъкъла“     | „Македонски дел од пеколот“     | телевизионен филм   |                   |
| 1971        | „Делба“                        | „Делба“                         | телевизионен филм   |                   |
| 1971        | „Църно семе“                   | „Црно семе“                     | телевизионен филм   |                   |
| 1972        | „Табакерата“                   | „Табакерата“                    | телевизионен филм   |                   |
| 1973        | „Залез над езерна земя“        | „Залез над езерска земја“       | телевизионен филм   | Петър             |
| 1975        | „Вълшебното самарче“           | „Волшебното самарче“            | телевизионен сериал |                   |
| 1975        | „Първа вечер“                  | „Прва вечер“                    | телевизионен филм   | Божин             |
| 1976        | „Най-дългият път“              | „Најдолгиот пат“                | телевизионен филм   |                   |
| 1976        | „Днес трябва нещо да се случи“ | „Денес треба нешто да се случи“ | телевизионен филм   |                   |
| 1976        | „Хихирику“                     | „Хихирику“                      |                     |                   |
| 1977        | „Нали ти рекох“                | „Нели ти реков“                 | телевизионен филм   |                   |
| 1978        | „Златни години“                | „Златни години“                 | телевизионен сериал | Доне              |
| 1978        | „Белият зид“                   | „Белиот ѕид“                    | телевизионен филм   |                   |
| 1979        | „Хихирику“                     | „Хихирику“                      | телевизионен сериал |                   |
| 1979        | „Куриерът на Гоце“             | „Курирот на Гоце“               | телевизионен сериал | Бакалинът Тоде    |
| 1979        | „Наши години“                  | „Наши години“                   | телевизионен сериал | Старецът          |
| 1980        | „Учителят“                     | „Учителот“                      | телевизионен филм   |                   |
| 1981        | „Цървеният кон“                | „Црвениот коњ“                  | телевизионен филм   |                   |
| 1982        | „Илинден“                      | „Илинден“                       | телевизионен сериал | Ставре            |
| 1982        | „Агне на ръжен“                | „Јагне на ражен“                | телевизионен филм   | Селянин           |
| 1982        | „Ездачи на вятъра“             | „Јавачи на ветрот“              | телевизионен филм   |                   |
| 1984        | „Юнашко коляно“                | „Јуначко колено“                | телевизионен сериал |                   |
| 1984        | „Хихирику - 5 години“          | „Хихирику - 5 години“           | телевизионен филм   |                   |
| 1984        | „Нали ти рекох“                | „Нели ти реков“                 | телевизионен филм   |                   |
| 1984        | „Изчакване“                    | „Исчекување“                    | телевизионен филм   | Дедото            |
| 1985        | „Съмнително лице“              | „Сомнително лице“               | телевизионен филм   | Жика              |
| 1985        | „Възел“                        | „Јазол“                         | телевизионен филм   |                   |
| 1986 – 1988 | „Македонски народни приказки“  | „Македонски народни приказни“   | телевизионен сериал |                   |
| 1987        | „Случки от живота“             | „Случки од животот“             | телевизионен сериал |                   |
| 1987        | „Трета възраст“                | „Трето доба“                    | телевизионен сериал | Ацо               |
| 1987        | „Чорбаджи Теодос“              | „Чорбаџи Теодос“                | телевизионен филм   | Теодос            |
| 1988        | „Скопски съновидения“          | „Скопски сновиденија“           | телевизионен филм   |                   |
| 1988        | „ТВ Театър“                    | „ТВ Театар“                     | телевизионен сериал |                   |
| 1989        | „Когато меракът пее“           | „Кога меракот пее“              | телевизионен сериал |                   |
| 1990        | „Тръст виа Скопие“             | „Трст виа Скопје“               | телевизионен сериал | Дедото            |
| 1990 – 1991 | „ДО РЕ МИ“                     | „ДО РЕ МИ“                      | телевизионен сериал | Томислав          |
| 1992        | „Време, живот“                 | „Време, живот“                  | телевизионен филм   | Ацо               |
| 1993        | „Бог да ги убие шпионите“      | „Бог да ги убие шпионите“       | телевизионен филм   | Гойчин Левата     |
| 1993        | „Македонска сага“              | „Македонска сага“               | телевизионен филм   | Дядото на джемиле |